# Dziennik przyszłej pani prezydent
Dziennik przyszłej pani prezydent (oryg. Diary of a Future President) – amerykański komediowo–dramatyczny serial telewizyjny z 2020 roku. Twórcą serialu była Ilana Peña, a funkcję showrunnera pełniła Robin Shorr. W głównych rolach wystąpili: Tess Romero, Gina Rodriguez, Selenis Leyva, Charlie Bushnell i Michael Weaver.
Pierwszy sezon Dziennik przyszłej pani prezydent zadebiutował 17 stycznia 2020 roku w serwisie Disney+. W maju 2020 roku zamówiono drugi sezon serialu, który miał premierę w 18 sierpnia 2021 roku. W grudniu 2021 roku poinformowano o zakończeniu serialu po dwóch sezonach. Serial został udostępniony 14 czerwca 2022 roku w Polsce równocześnie ze startem platformy.

## Streszczenie
Elena jest trzynastolatką pochodzenia kubańskiego, która uczęszcza do gimnazjum i zmaga się z osobistymi i społecznymi trudnościami dorastania. Serial jest opowiadany z perspektywy Eleny i jej pamiętnikarskich zapisków; śledzi codzienne wydarzenia z życia nastolatki oraz jej interakcje z przyjaciółmi i rodziną. Mieszka ze swoim starszym bratem Bobbym oraz matką Gabi, która nawiązuje nową relację z Samem, prawnikiem z jej kancelarii. Elena pragnie zostać prezydentem Stanów Zjednoczonych, co ukazane zostaje w jej futurospekcjach.

## Obsada

### Główna
- Tess Romero jako Elena Cañero-Reed, pewna siebie nastolatka pochodzenia kubańskiego, której pragnieniem jest zostanie w przyszłości prezydentem Stanów Zjednoczonych[5].
- Gina Rodriguez jako Elena Cañero-Reed w przyszłości, która pokazana jest w futurospekcjach jako prezydent Stanów Zjednoczonych[5].
- Selenis Leyva jako Gabriela „Gabi” Cañero-Reed, wdowa, matka Eleny i Roberto, która jest prawniczką[5].
- Charlie Bushnell jako Roberto „Bobby” Cañero-Reed, straszy brat Eleny[5].
- Michael Weaver jako Sam Faber, prawnik, który spotyka się z Gabrielą[5].

| Polski dubbing |
| - Daria Dormitrz jako Elena Cañero-Reed - Agnieszka Mrozińska jako prezydent Elena Cañero-Reed - Monika Węgiel-Jarocińska jako Gabriela „Gabi” Cañero-Reed - Antoni Scardina jako Roberto „Bobby” Cañero-Reed - Jacek Kopczyński jako Sam Faber |

### Drugoplanowa
- Carmina Garay jako Sasha[4]
- Sanai Victoria jako Melissa[4]
- Jessica Marie Garcia jako Camila[4]
- Harmeet Pandey jako Jessica[4]
- Avantika Vandanapu jako Monyca[7]
- Brandon Severs jako Liam[4]
- Nathan Arenas jako Danny[4]
- Gregg Binkley jako Cooper[7]
- Tony Espinosa jako Emilio[8]
- Donovin Miller jako CJ[9]

## Emisja
Pierwszy sezon Dziennik przyszłej pani prezydent zadebiutował 17 stycznia 2020 roku w serwisie Disney+. Drugi sezon miał premierę w 18 sierpnia 2021 roku. Oba sezony miały po dziesięć odcinków. Serial został udostępniony w Polsce 14 czerwca 2022 roku, równocześnie ze startem Disney+.

### Przegląd sezonów
| Sezon | Sezon | Odcinki | Oryginalna emisja (Stany Zjednoczone) | Oryginalna emisja (Stany Zjednoczone) | Oryginalna emisja (Polska) | Oryginalna emisja (Polska) |
| Sezon | Sezon | Odcinki | Premiera sezonu                       | Finał sezonu                          | Premiera sezonu            | Finał sezonu               |
| ----- | ----- | ------- | ------------------------------------- | ------------------------------------- | -------------------------- | -------------------------- |
|       | 1     | 10      | 17 stycznia 2020                      | 20 marca 2020                         | 14 czerwca 2022            | 14 czerwca 2022            |
|       | 2     | 10      | 18 sierpnia 2021                      | 18 sierpnia 2021                      | 14 czerwca 2022            | 14 czerwca 2022            |

## Lista odcinków

### Sezon 1 (2020)
| №  | Nr | Tytuł                          | Tytuł polski                  | Reżyseria         | Scenariusz                    | Premiera (Disney+) | Premiera w Polsce (Disney+) |
| -- | -- | ------------------------------ | ----------------------------- | ----------------- | ----------------------------- | ------------------ | --------------------------- |
| 1  | 1  | Hello World                    | Drogi Świecie                 | Gina Rodriguez    | Ilana Peña                    | 17 stycznia 2020   | 14 czerwca 2022             |
| 2  | 2  | The New Deal                   | Nowy ład                      | Angela Tortu      | Ilana Peña, Robin Shorr       | 24 stycznia 2020   | 14 czerwca 2022             |
| 3  | 3  | Disaster Relief                | Klęska żywiołowa              | Sam Bailey        | Hailey Chavez                 | 31 stycznia 2020   | 14 czerwca 2022             |
| 4  | 4  | The National Mall              | Czyn karalny                  | Erin Ehrlich      | Brig Muñoz-Liebowitz          | 7 lutego 2020      | 14 czerwca 2022             |
| 5  | 5  | Whistleblower                  | Demaskacja                    | Angela Tortu      | Michael Jonathan Smith        | 14 lutego 2020     | 14 czerwca 2022             |
| 6  | 6  | Habeas Corpus                  | Wykluczeni                    | Fernando Sariñana | Hugh Moore                    | 21 lutego 2020     | 14 czerwca 2022             |
| 7  | 7  | Polityka zagraniczna           | Święto Dziękczynienia         | Viet Nguyen       | LaDarian Smith                | 28 lutego 2020     | 14 czerwca 2022             |
| 8  | 8  | Kryzys na linii dyplomatycznej | Próba techniczna              | Kacie Anning      | Robin Shorr, Jessica Gonzalez | 6 marca 2020       | 14 czerwca 2022             |
| 9  | 9  | State of the Union             | Orędzie                       | Melanie Mayron    | Hailey Chavez, Jerrica Long   | 13 marca 2020      | 14 czerwca 2022             |
| 10 | 10 | Two Party System               | Polaryzacja sympatii wyborców | Gina Lamar        | Ilana Peña                    | 20 marca 2020      | 14 czerwca 2022             |

### Sezon 2 (2021)
| №  | Nr | Tytuł                   | Tytuł polski                       | Reżyseria            | Scenariusz                    | Premiera (Disney+) | Premiera w Polsce (Disney+) |
| -- | -- | ----------------------- | ---------------------------------- | -------------------- | ----------------------------- | ------------------ | --------------------------- |
| 11 | 1  | Back In Session         | (brak danych)                      | Gina Rodriguez       | Ilana Peña                    | 18 sierpnia 2021   | 14 czerwca 2022             |
| 12 | 2  | Strategic Alliance      | Strategiczny sojusz                | Rachel Raimist       | Ali Schouten                  | 18 sierpnia 2021   | 14 czerwca 2022             |
| 13 | 3  | Pleading the Fifth      | Piąta Poprawka                     | Patricia Cardoso     | Jessica Gonzalez              | 18 sierpnia 2021   | 14 czerwca 2022             |
| 14 | 4  | United Nations          | Narody Zjednoczone                 | Morenike Joela Evans | Sasha Stroman                 | 18 sierpnia 2021   | 14 czerwca 2022             |
| 15 | 5  | The National Stage      | brak danych                        | Angela Tortu         | Danny Fernandez               | 18 sierpnia 2021   | 14 czerwca 2022             |
| 16 | 6  | Brain Trust             | Zespół ekspertów                   | Gina Lamar           | Max Maduka                    | 18 sierpnia 2021   | 14 czerwca 2022             |
| 17 | 7  | Quid Pro Quo            | Coś za coś                         | Diego Velasco        | Crystal Ferreiro              | 18 sierpnia 2021   | 14 czerwca 2022             |
| 18 | 8  | Supreme Court Injustice | Niesprawiedliwość Sądu Najwyższego | Crystle Roberson     | Alyssa Lerner                 | 18 sierpnia 2021   | 14 czerwca 2022             |
| 19 | 9  | First Gentleman         | Pierwszy Dżentelmen                | Ilana Peña           | Ranada C. Shepard             | 18 sierpnia 2021   | 14 czerwca 2022             |
| 20 | 10 | October Surprise        | Październikowa niespodzianka       | Gordon Freeman       | Ilana Peña, Victoria González | 18 sierpnia 2021   | 14 czerwca 2022             |

## Produkcja
W styczniu 2019 roku poinformowano, że został zamówiony dziesięcioodcinkowy sezon serialu komediowego Diary of a Female President dla nowo powstającego serwisu Disney+. Twórczynią serialu została Ilana Peña, która razem z Giną Rodriguez i Emily Gipson została zatrudniona w roli producenta wykonawczego. Ujawniono również, że Robin Shorr będzie showrunnerką, a CBS Television Studios i I Can & I Will Productions zajmą się jego produkcją.
W lipcu 2019 roku poinformowano, że producentka wykonawcza serialu, Gina Rodriguez, zagra dorosłą wersję Eleny. Ponadto do obsady dołączyli Tess Romero i Charlie Bushnell jako rodzeństwo Elena i Bobby, Selenis Leyva jako ich matka Gabi oraz Michael Weaver jako Sam. W grudniu poinformowano, że zadecydowano o zmianie tytułu na Diary of a Future President. 
W maju 2020 roku Disney+ zamówiło drugi sezon serialu, natomiast w grudniu 2021 roku podjęto decyzję o jego zakończeniu po dwóch sezonach.

## Odbiór

### Krytyka w mediach
Serial spotkał się z pozytywną reakcją krytyków. W serwisie Rotten Tomatoes 100% z 8 recenzji sezonu pierwszego uznano za pozytywne, a średnia ocen wystawionych na ich podstawie wyniosła 6/10.

### Nagrody i nominacje
| Rok  | Ceremonia           | Kategoria                                                                  | Nominowani                        | Rezultat  | Przypis |
| ---- | ------------------- | -------------------------------------------------------------------------- | --------------------------------- | --------- | ------- |
| 2020 | Imagen Awards       | Najlepszy kompozytor muzyki do filmu lub serialu                           | Joey Newman                       | Nominacja | [ 17 ]  |
| 2020 | Imagen Awards       | Najlepszy kierownik muzyczny w filmie lub serialu                          | Janet Lopez                       | Nominacja | [ 17 ]  |
| 2020 | Imagen Awards       | Najlepszy młody aktor telewizyjny                                          | Tess Romero                       | Nominacja | [ 17 ]  |
| 2021 | Gracie Awards       | Najlepsza aktorka drugoplanowa w musicalu lub komedii                      | Selenis Leyva                     | Wygrana   | [ 18 ]  |
| 2021 | GLAAD Media Awards  | Najlepszy telewizyjny program familijny                                    | Dziennik przyszłej pani prezydent | Nominacja | [ 19 ]  |
| 2021 | Young Artist Awards | Najlepszy występ nastoletniej aktorki w serialu dla serwisu streamingowego | Jessica Mikayla                   | Nominacja | [ 20 ]  |
| 2022 | GLAAD Media Awards  | Najlepszy nowy serial telewizyjny                                          | Dziennik przyszłej pani prezydent | Nominacja | [ 21 ]  |
| 2022 | Young Artist Awards | Najlepszy występ nastoletniej aktorki w serialu dla serwisu streamingowego | Jessica Mikayla                   | Nominacja | [ 22 ]  |
| 2022 | Young Artist Awards | Najlepszy występ nastoletniej aktorki w serialu dla serwisu streamingowego | Dariana Alvarez                   | Nominacja | [ 22 ]  |
| 2022 | Young Artist Awards | Najlepszy występ nastoletniego aktora w serialu dla serwisu streamingowego | Brogan Hall                       | Nominacja | [ 22 ]  |